# Mosty Berdychowskie w Poznaniu
Mosty Berdychowskie – dwa mosty pieszo-rowerowe (kładki) w Poznaniu, które przebiegają nad Wartą i Kanałem Ulgi (Cybiną), łączące dzielnice Chwaliszewo, Ostrów Tumski i Berdychowo. Długość pierwszego z nich (nad Wartą) wynosi 165 m, a drugiego (nad Kanałem Ulgi) – 117 m. Obie części tworzą jednolitą całość, są analogiczne pod względem architektonicznym i konstrukcyjnym. Zostały otwarte 28 lutego 2025 roku. Łączny koszt inwestycji to nieco ponad 156 mln zł.